# أ. دبليو. بريور
أ. دبليو. بريور (بالإنجليزية: A. W. Pryor)‏ هو عالم بلورات ‏ وفيزيائي أسترالي، ولد في 1928، وتوفي في 6 سبتمبر 2014 في سيدني في أستراليا.